# Drift (seriealbum)
Drift är ett seriealbum tecknat av Jan Bielecki med manus av Liv Strömquist, utgivet år 2007 på Kolik förlag. Boken är den första i förlagets bokserie "Femisex", serieböcker med feministisk sexunderhållning. Strömquist beskriver boken som "en skönlitterär underhållningsberättelse med mycket sexskildringar." Hennes idé var att göra en feministisk serie tecknad i 1950-talsstil, med inspiration från "Starlet"-serier, men med kvinnor som agerar efter egna begär och med manskroppen skildrad som sexuellt objekt. Berättelsen handlar om Lena och Robert, som träffas på en nattbuss mellan Helsingborg och Norrköping och berättar för varandra om sina kärleksupplevelser och förför varandra med sina minnen. Serien innehåller skildringar av både homosexuellt och heterosexuellt sex och beskrivs i albumets baksidestext som en "queerfeministisk äventyrsserie".